# 세지필드

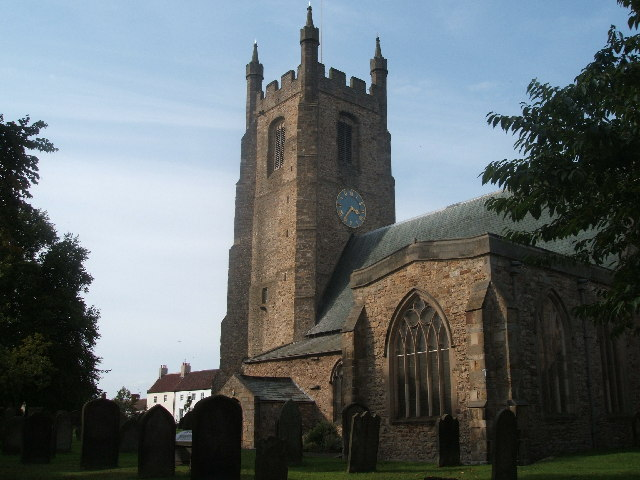

세지필드(Sedgefield)는 잉글랜드 카운티 더럼의 시장도시이다. 2011년 인구 조사 기준으로 인구 수는 5,211명이다.

## 저명한 출신
- 데이브 호커데이: 2014년 리즈 유나이티드 FC의 축구 선수이자 감독
- 잭 스미스: 휠체어 럭비 선수